# Escut de la Garriga
L'escut oficial de la Garriga té el següent blasonament:
Escut caironat: d'argent, una garric arrencat de sinople; el peu d'or, 4 pals de gules. Per timbre una corona mural de poble.

## Història
Va ser aprovat el 3 de juliol del 1986 i publicat al DOGC el 25 d'agost del mateix any amb el número 731.
El garric és un senyal parlant que fa referència al nom del poble i, alhora, a una planta molt comuna en el seu terme. Els quatre pals, o armes reials, indiquen que la Garriga va pertànyer al comte de Barcelona. El 1357 va obtenir el títol de "carrer de Barcelona", terme legal segons el qual el poble tenia els mateixos privilegis que la capital catalana.